# Grammitis bufonis
Grammitis bufonis là một loài dương xỉ trong họ Polypodiaceae. Loài này được L.D. Gómez mô tả khoa học đầu tiên năm 1982.